# Røde Mor
Røde Mor er et dansk kunstnerkollektiv med et erklæret socialistisk standpunkt, som lavede politisk proletarisk kunst. Røde Mor startede som et kunstnerkollektiv af billedkunstnerne Ole Finding, Dea Trier Mørch, John Ravn og Troels Trier.[kilde mangler] Kunstnerkollektivet startede i 1969 som udelukkende grafisk kunst, men udviklede sig i 1970 til også at udtrykke sig igennem musik. Først med gruppen Røde Mor Agit-Prop i 1970, senere Røde Mor Rok Ork i 1971 og til sidst Røde Mor Rock-Cirkus i 1974. Rockorkestret bestod i starten af trioen Troels Trier (vokal), Lars Trier (guitar) og Ole Thilo på klaver, men senere kom bl.a. Michael Boesen (guitar mm.) Jens Asbjørn Olesen (harmonika og klaver) Poul Poulsen (bas og sang), Peter Ingemann (bas og sang) og Henrik Strube (guitar og sang) til. Drivkraften var i begyndelsen protest mod Vietnamkrigen. Deres speciale var protestsange.
I 2002 gendannedes Røde Mor med et jubilæumsturné under navnet Røde Mors Rullende Rollator Show.
I 2007 blev Røde Mor tildelt IFPI's Ærespris ved Danish Music Awards.

## Røde Mors manifest
| Citat | Kunst og klassekamp har tilsyneladende ikke noget med hinanden at gøre. Men i virkeligheden er kunst og klasse uadskillelige begreber. I tidligere samfund havde hver klasse sin kunst. Undertrykkerne og de undertrykte havde hver sin kunst, som gav dem identitet. Men kunsthistorien fortæller os kun om de herskende klassers kunst, for det er de herskende, der har skrevet historien. Når der i vores samfund tilsyneladende kun findes én kunst - den borgerlige - er det fordi borgerskabet har taget monopol endog på kunsten og kulturen. Der laves finkulturel kunst for borgerskabet, mens arbejderne holdes nede med underholdning og reklame. Således fungerer kulturmonopolet som et middel til at befæste borgerskabets magt og udbrede den borgerlige ideologi i arbejderklassen. Den borgerlige kunstner deltager - hvad enten han vil det eller ej, og hvad enten han er sig det bevidst eller ej, - i denne undertrykkelse. Vi vil derimod stille vores kunst til rådighed for arbejderklassen og være med til at skabe en politisk, proletarisk kunst. Ved politisk kunst forstår vi en kunst, der beskriver samfundsforholdene og tager politisk stilling. Ved proletarisk kunst forstår vi en kunst, som indtager et - i marxistisk forstand - proletarisk standpunkt. Den politiske, proletariske kunstners opgave er at føre klassekamp på det kulturelle område. Vi skal hindre udbredelsen af den herskende ideologi i de klasser, der står over for kapitalen. Vi vil skabe en kunst, der er med til at give arbejderklassen identitet. En kunst, der er et våben i klassekampen - Røde Mor | Citat |
|       | |       |

## Røde Mor[2]

### Røde Mor Agit-Prop - 1970
Røde Mor Agit-Prop startede i efteråret 1970. Agit-Prop betyder Agitation og Propaganda og fik sit navn grundet sovjetiske kunstnerkollektiver. Røde Mor Agit-Prop bestod af en blanding mellem musik og grafik og alle i kunstnerkollektivet deltog på den ene eller anden måde. I december 1970 udgiver de LP'en Johnny gennem ild og vand.

### Røde Mor Rok Ork - 1971-1973
I 1971 bliver der etableret to separate dele af Røde Mor kunstnerkollektivet med en grafisk og musikalsk afdeling, som stadig i høj grad arbejdede sammen om deres fælles politiske mål. Den originale trio blev til en septet med Finn Sørensen, Michael Boesen, Jens Asbjørn Olesen, Peter Vangkilde på trommer. De udgiver under det nye navn Røde Mor Rok Ork deres første LP Rok Ork. I 1972 opstår der intriger i kunstnerkollektivet, som ender med at de mister flere medlemmer. Samtidig kommer flere medlemmer til, deriblandt Niels Brunse, Anne-Marie Steen Petersen, Kim Menzer og Dorte Fasting. I denne periode udgives LP'erne Ta hva' der er dit (1972) og Grillbaren (1973).

### Røde Mor Rock-Cirkus - 1974-1978
I 1974 sker der en ændring i den musikalske besætning og Peter Ingemann og Henrik Strube indgår nu i Røde Mor. Samtidig opstår et samarbejde mellem Clausen & Petersens Gadecirkus ledt af kunstnerduoen Erik Clausen og Leif Sylvester Petersen. Dette resulterer i en ny retning for Røde Mors musikalske afdeling, som bliver til Røde Mors Rock-Cirkus med en stærkere politisk og musikalsk gennemslagskraft. I 1974 udgives sangbogen Røde Mor illustreret sangbog 2. Under den nye besætning udgives LP'erne Linie 3 (1975), Betonhjertet (1975), Hjemlig hygge (1976) og Sylvesters drøm (1978). Sidstnævnte blev deres sidste udgivelse under deres storhedstid og samtidig det økonomiske grundlag for deres Røde Mor Fond, som støtter venstreorienterede politiske kunstnere.

## Persongalleri
Følgende har været medlemmer af RØDE MOR kunstnerkollektiv i kortere eller længere tid: Ida Bachmann, Michael Boesen, Niels Brunse, Erik Clausen, Alice Faber, Dorte Fasting, Ole Finding, Tommy Flugt, Pia Funder, Thomas Grue, Ken Gudman Peter Ingemann, Per Almar Johnson, Maiken Junker, Anne-Mette Kruse, Thomas Kruse, Erling Benner Larsen, Kim Menzer, Peter Mogensen, Andreas Trier Mørch, Dea Trier Mørch, Yukari Ochiai, Jens Asbjørn Olesen, Anne-Marie Steen Petersen, Leif Sylvester Petersen, John Ravn, Karsten Sommer, Henrik Strube, Finn Sørensen, Ole Thilo, Ann Thorsted, Jacob Trier, Lars Trier, Troels Trier.
Følgende var medlemmer i RØDE MOR GRAFIKGRUPPE og RØDE MOR ROCKCIRKUS 1973-78 og sidder til slut i RØDE MOR's Fond:
Erik Clausen, Peter Ingemann, Thomas Kruse, Peter Mogensen, Andreas Trier Mørch, Dea Trier Mørch, Yukari Ochiai, Leif Sylvester Petersen, Henrik Strube, Troels Trier.

## Diskografi
- Johnny gennem ild og vand (1970)
- Rok ork (1971)
- Ta hva der er dit (1972)
- Grillbaren (1973)
- Linie 3 (1975)
- Betonhjertet, dobbelt live-lp (1975)
- Hjemlig hygge (1976)
- Kys Frøen (1977 - ikke et Røde Mor album, men Troels Trier Soloalbum)
- Sylvesters drøm, live (1978)
- Røde Mor 2006 EP (2006)
- Opsamling (2007)